# Willy Zügel
Willy Zügel (* 22. Juni 1876 in München; † 4. Mai 1950 Murrhardt-Wolkenhof) war ein deutscher Tierbildhauer.

## Leben
Willy Zügel, erstgeborener Sohn des Tiermalers Heinrich von Zügel, studierte zunächst Malerei in der Klasse seines Vaters an der Münchner Akademie, wandte sich seit 1903 jedoch der Bildhauerei zu. In Paris hielt er sich 1906 auf. Seit 1907 war er Mitglied der Münchner Sezession. Er lebte abwechselnd in München und Murrhardt. 
Bekannt wurde Zügel durch seine Kleinplastiken zu Tieren, mit denen er in zahlreichen Galerien wie zum Beispiel der Nationalgalerie Berlin, der Kunsthalle Bremen oder der Münchner Städtischen Galerie im Lenbachhaus wie auch der Kunstsammlung der Stadt Murrhardt vertreten ist. Er verfertigte Modelle für die Porzellanfabrik Philipp Rosenthal 1911–1926, die Porzellanmanufaktur Nymphenburg 1911–1913, die Porzellanmanufaktur Meissen und seit 1935 für die Porzellanmanufaktur in München-Allach, die ihm ein breites Publikum erschlossen. In öffentlichem Auftrag schuf Zügel auch zahlreiche Denkmäler, darunter das Gefallenenmahnmal des Ersten Weltkrieges in Murrhardt und das Denkmal für Theodor Christomannos.